# Diptychon

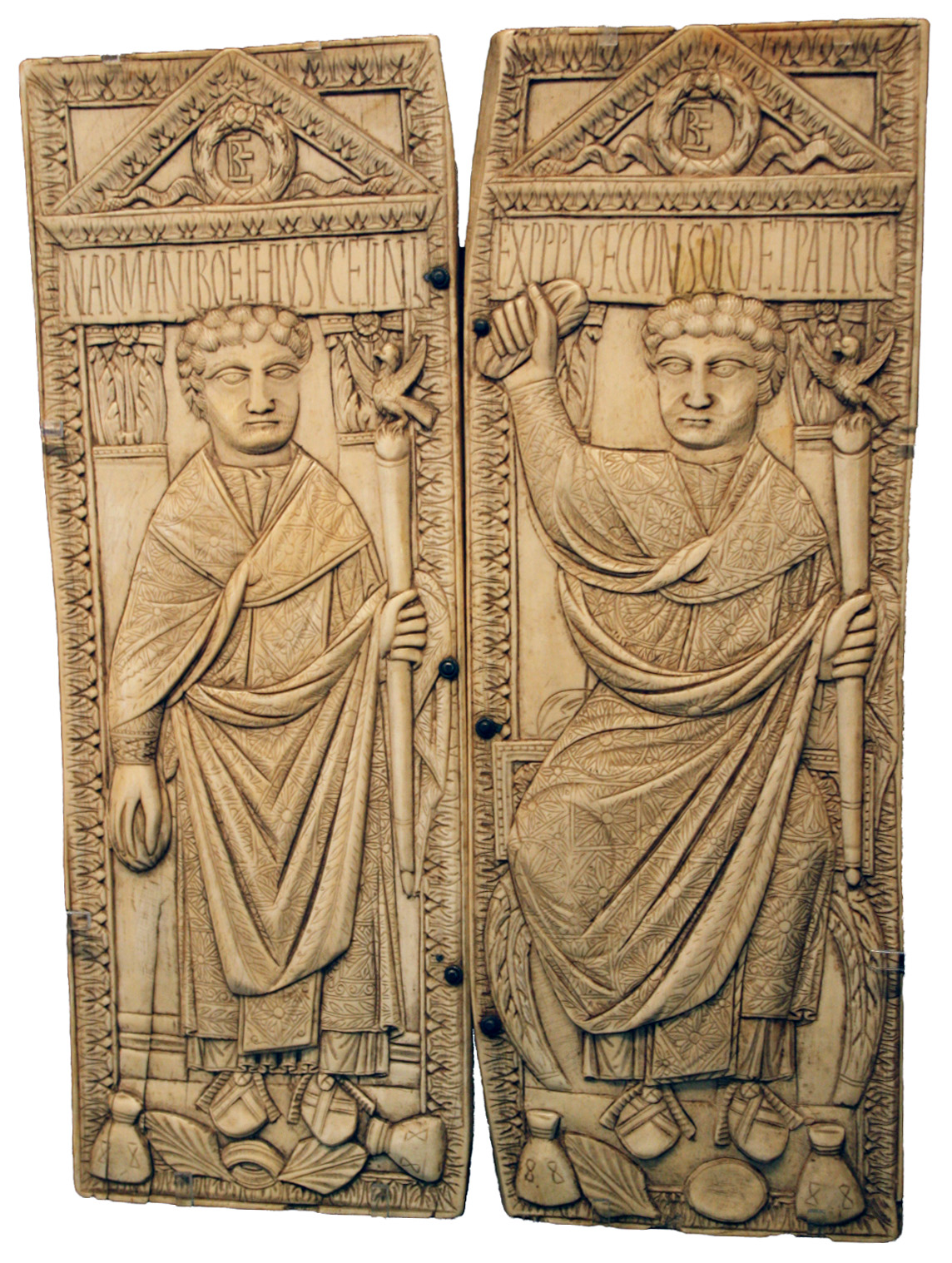
Konsulardiptychon des Manlius Boethius, 487 n. Chr.

Als Diptychon (Plural Diptychen, Diptycha; von altgriechisch δίπτυχος díptychos „doppelt gefaltet“) werden zweiteilige Relieftafeln oder Gemälde bezeichnet, die in der Regel mit Scharnieren zum Aufklappen verbunden sind.

## Spätantike
Diptychen waren ursprünglich paarweise zusammenhängende Schreibtäfelchen aus Holz oder Metall, deren vertiefte Innenflächen mit einer Wachsschicht bedeckt und mit einem Metallstift zu beschreiben waren. Mit Riemen oder Ringen zusammengehalten, wurde der Inhalt durch Zusammenklappen geschützt.
Besonders kostbar sind die von spätantiken Konsuln („Konsulardiptychen“) und anderen Würdenträgern verschenkten Diptychen aus Elfenbein, die sich aus dem 4. bis 6. Jahrhundert erhalten haben. Die Darstellungen auf ihren Außenseiten beziehen sich auf den Anlass (Jahreswechsel, Amtsantritt etc.). Einige Kaiserdiptychen bestehen aus jeweils aus fünf Elfenbeinplatten zusammengesetzten Hälften.

## Mittelalter
|  |  |

Einige dieser Reliefs haben sich erhalten, weil sie im Mittelalter wiederverwendet wurden, doch dienten sie nicht mehr als Schreibtafeln, sondern als Buchdeckel oder Hüllen für Verzeichnisse von Lebenden und Toten, derer im Gottesdienst besonders zu gedenken war (siehe Diptychon in der Liturgie). Byzantinische und weströmische Elfenbeinreliefs dieser Art dürften im Besitz Karls des Großen gewesen sein, wie am Stil der Elfenbeinarbeiten aus der Hofschule Karls des Großen ablesbar ist. Von der karolingischen bis in die romanische Zeit wurden solche Werke nachgeahmt.

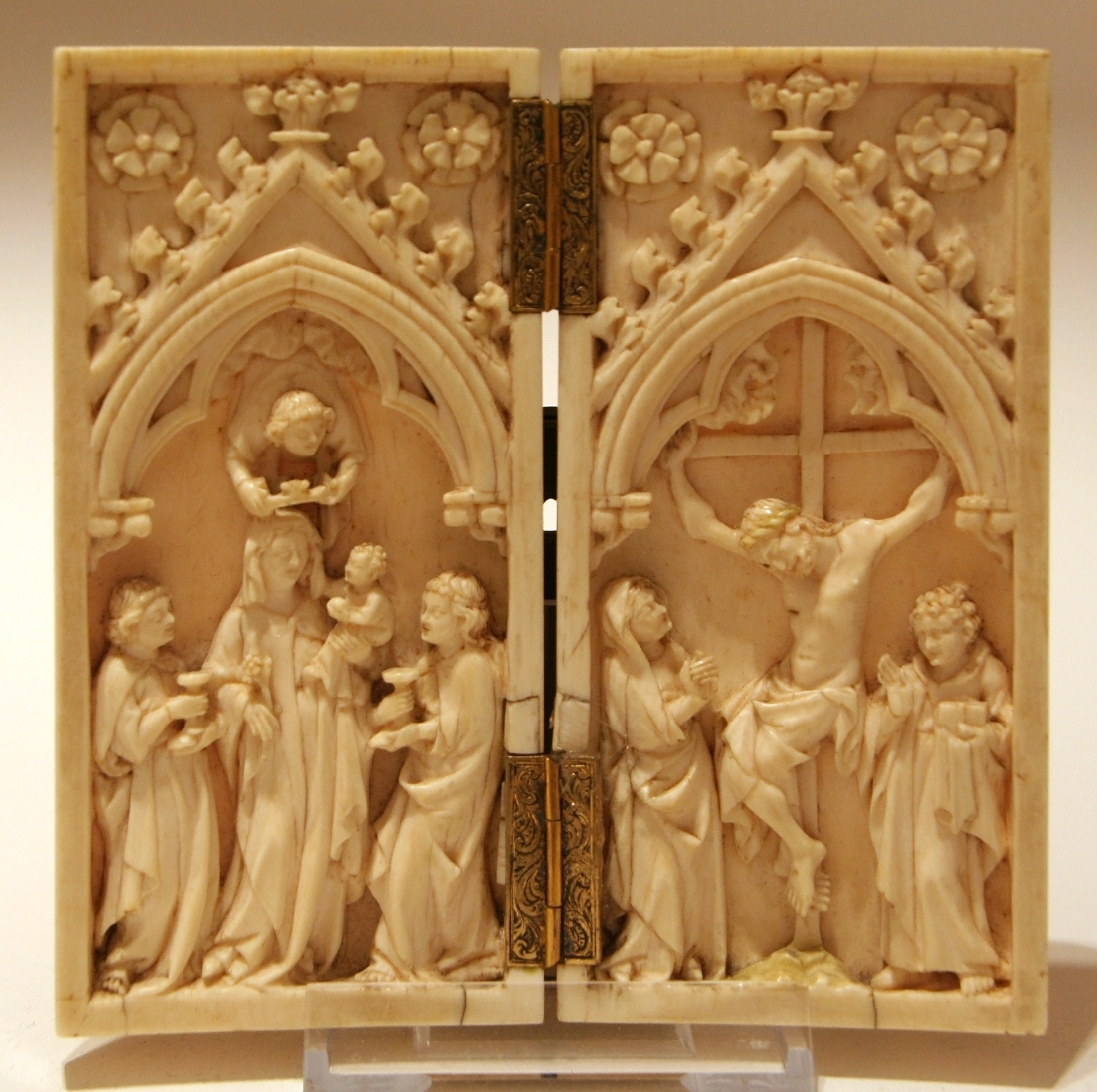
Maria, von Engel gekrönt und Kreuzigung (Elfenbeinrelief, Paris, spätes 14. Jahrhundert; Bonnefantenmuseum Maastricht)

Nachdem sich in ottonischer Zeit die Kunst des Elfenbeinreliefs vom hochrechteckigen Zuschnitt der klassischen Schreibtafeln abgewandt hatte, wird in der Gotik das Diptychonformat in diesem Zweig der Reliefkunst wiederbelebt. Pariser Werkstätten des späten 13. Jahrhunderts produzierten bis ins 15. Jahrhundert in großer Menge diese Doppeltäfelchen. Ihre Bildschemata zeigen auf den Innenseiten teils flächenfüllende Einzeldarstellungen, teils gegliederte Felderteilungen mit szenischen Folgen: Passionserzählungen und mariologische Themen herrschen vor und verweisen auf den Andachtsbildcharakter der als Haus- und Reisealtärchen gebrauchten Kleinkunstwerke. An ihr hohes künstlerisches Niveau reichen die deutschen, italienischen und englischen Nachahmungen nicht heran.

## Gemalte Diptychen
Gleichzeitig mit diesen gotischen Elfenbeindiptychen treten in Italien auch gemalte Diptychen erstmals auf. Im frühen 14. Jahrhundert folgen Deutschland, später auch Frankreich und die Niederlande. Auch die Außenseiten eines Diptychon können bemalt sein. Seine Rolle als privates Devotionsobjekt brachte es mit sich, dass sich im Spätmittelalter die Stifter oder Auftraggeber auf der einen Hälfte des Bildpaars im Gestus der Verehrung einer gegenüber angebrachten Darstellung darstellen ließen. Von da war es nicht mehr weit zum rein profanen Diptychontyp mit Doppelporträt, wie es aus Anlass von Verlobung oder Hochzeiten in den Jahrzehnten um 1500 gehäuft vorkommt. Wo es die mechanische Verbindung, das kleine Format, den privaten Charakter verliert und zu zwei einzelnen, wenn auch korrespondierenden repräsentativen Tafelbildern wird, ist allerdings der Begriff Diptychon nicht mehr angemessen.
| Beispiel für ein Andachtsbild-Diptychon Wilton-Diptychon (um 1395, National Gallery London) - Linke Seite: Richard II. im Kreis von drei Heiligen - Rechte Seite: Maria mit Kind und Engeln |  | Beispiel für ein weltliches Diptychon Hans Holbein der Jüngere (1516, Kunstmuseum Basel) - Linke Seite: Bürgermeister Jakob Meyer zum Hasen - Rechte Seite: Ehefrau Dorothea Kannengießer |

## Berühmte Diptychen

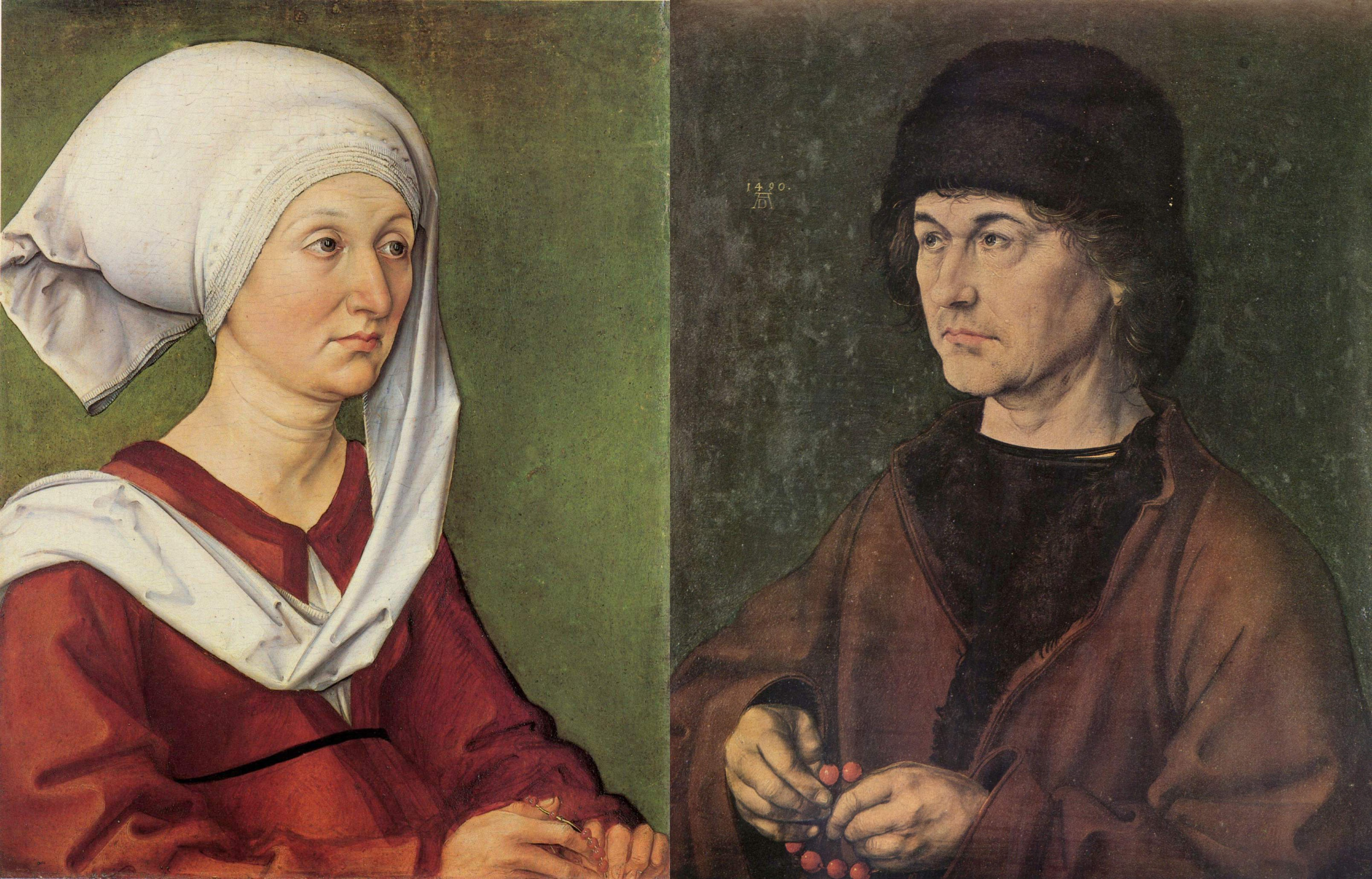
Durch Lotte Brand Philips Forschung seit 1978 vereint: Albrecht Dürers Eltern. (Fotomontage)

- Barberini-Diptychon, aus fünf Paneelen zusammengesetzte Elfenbeinschnitzerei (vor 613)
- Braunschweiger Diptychon, vom so genannten Meister des Braunschweiger Diptychon (um 1490)
- Diptychon des Federico da Montefeltro mit seiner Gattin Battista Sforza, von Piero della Francesca (um 1472)
- Diptychon des Maarten van Nieuwenhove, von Hans Memling (um 1487)
- Diptychon mit dem Urteil des Cambyses, von Gerard David (1498)
- Diptychon von Melun, von Jean Fouquet (1456)
- Kreuzigung, von Rogier van der Weyden (um 1445)
- Marilyn Diptych, Siebdruck von Andy Warhol (1962)
- Marter des heiligen Sebastian, vom so genannten Meister des Sebastians-Diptychons (um 1510)
- Poldi-Pezzoli-Diptychon, vom so genannten Meister des Poldi-Pezzoli-Diptychons (um 1310)
- Verkündigung, von Jan van Eyck (1435)
- Wiener Diptychon, von Hugo van der Goes (1477)
- Wilton-Diptychon, vom so genannten Meister des Wilton-Diptychon (um 1399)